# 坎伯蘭鏢鱸
坎伯蘭鏢鱸為輻鰭魚綱鱸形目鱸亞目河鱸科鏢鱸屬的其中一種，分布於美國田納西州及肯塔基州的坎伯蘭河流域，體長可達6公分，棲息在礫石淺水區。